# Fentermin
Fentermin (v ČR distribuován jako Adipex) je syntetické stimulancium, strukturně a farmakologicky podobné amfetaminu, v lékařství nejčastěji používané jako anorektikum, tj. prostředek proti chuti k jídlu. Používá se obvykle v případech, kdy ostatní způsoby léčby nadváhy selhaly. Jedná se o nepřímé sympatomimetikum, které potlačuje pocit hladu a apetit zvýšeným uvolňováním noradrenalinu a dopaminu v CNS. Největší nevýhododu tohoto preparátu je riziko vzniku závislosti a vedlejší účinky totožné s těmi amfetaminovými.

## Farmakologie
Fentermin je nepřímé sympatomimetikum, které se váže k monoaminovým receptorům v mozku a zvyšuje tak hladinu noradrenalinu, dopaminu a v menší míře i serotoninu v synaptických štěrbinách. Noradrenalin a dopamin napomáhají překonat chuť k jídlu, noradrenalin navíc podporuje lipolýzu, tvorbu tepla a svalovou aktivitu. Současně však zvyšuje krevní tlak, tepovou frekvenci a způsobuje vazokonstrikci. Uvolnění těchto neurotransmiterů je rovněž spojeno s psychostimulačním působením. Častá je proto nespavost, neklid, zvýšená pozornost až hypervigilita, zrychlení toku myšlenek, euforie, podrážděnost, úzkost, ve vzácných případech paranoidní psychóza.
Při dlouhodobém nadužívání hrozí kromě psychické závislosti rozvoj plicní hypertenze, infarkt myokardu, mrtvice, arytmie a nepřiměřená ztráta na váze. Fentermin nesmí být užíván spolu se stimulancii, inhibitory monoaminooxidázy (MAOI), při užívání antidepresiv významně roste riziko serotoninového syndromu, alkohol, kofein a nikotin pak prohlubují nežádoucí účinky fenterminu, zejména stimulaci kardiovaskulárního systému.